# Кноп

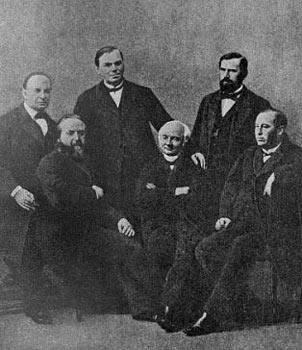
Учредители Товарищества Кренгольмской мануфактуры, 1907. Стоят: Колбе Эрнст Фёдорович, Хлудов, Алексей Иванович, Хлудов, Герасим Иванович. Сидят: Солдатёнков, Козьма Терентьевич, барон Кноп Лев Герасимович, Барлов Ричард Васильевич

Кноп (Knoop) — российский баронский род.
Основатель торгового дома Кнопов Иоганн Людвиг Кноп (Лев Герасимович) (1821—1894) приехал в Москву 18-летним юношей в качестве представителя английской торговой компании «Де Джерси». Своё дело в России бременский уроженец начал, продавая в России английские паровые машины и станки. К 50-м годам XIX века Кноп имел солидные доли акций во многих русских предприятиях. В 1852 году 1-й гильдии купец Лев Герасимович Кнопп открыл в Москве собственную торговую фирму. Вскоре он открыл хлопчатобумажные мануфактуры по всей России; в их числе — Кренгольмская мануфактура. Кноп также являлся одним из владельцев Измайловской хлопчатобумажной прядильно-ткацкой фабрики. За его огромный вклад в текстильную промышленность в 1877 году ему был пожалован титул барона.
После смерти Людвига Кнопа, дело возглавил его родственник, Рудольф (Роман Иванович) Прове, затем, в 1891 году, дело наследовали сыновья Иоганна Людвига Кнопа — Фёдор и Андрей.
После начала Первой мировой войны начались гонения на немецких предпринимателей, в том числе и на Кнопов. А после революции 1917 года Кнопы и вовсе были вынуждены эмигрировать.
К потомкам барона Людвига Кнопа принадлежит Урсула фон дер Лайен, избранный председатель Еврокомиссии, вступающий в должность с 1 ноября 2019 года.

## Родословная
- Барон Лев Герасимович (Иоганн-Людвиг) Кноп (Johann Ludwig von Knoop; род. 15.05.1821, Бремен, ум. 16.08.1894, Бремен). Жена: Луиза Ивановна (Луиза-Матильда), урожд. Хойер (Luise Mathilde Hoyer; род. 1824, Санкт-Петербург, ум. 26.01.1894, Бремен), дочь Ивана Карловича (Иоганна-Кристофа) Хойера (Johan Christoph Hoyer; род. 1796, ум. 09.01.1869) и Доротеи, урожд. Фолькманн (Dorothee Folkman).
  - Баронесса Луиза-Доротея-Бетти Кноп (Louise (Luise) Dorothea Betty von Knoop; род. 1844, ум. 1889, Бремен). Муж: Георг-Александр Альбрехт (George Alexander Albrecht; род. 1834, ум. 1889, Бремен). Имела потомство, в том числе сына:
    - Фридрих-Карл Альбрехт (Friedrich Carl Albrecht).
      - Эрнст-Карл-Юлиус Альбрехт (Ernst Carl Julius Albrecht; род. 29.06.1930, ум. 13.12.2014).
        - Урсула-Гертруда Альбрехт, в замужестве фон дер Ляйен (Ursula Gertrud von der Leyen (Albrecht; род. 08.10.1958)

  - Барон Иоганн-Людвиг Кноп (Johann Ludwig von Knoop; род. 22.07.1846, Москва, ум. 9.5.1918, Уодхерст). Жена: Маргрете, урожд. Керн (Margrete (Grethen) Kern), ум. 13.5.1882. Дети: дочь Мария Луиза (1875—1890), сын Иоганн Людвиг (1878—1959).
  - Барон Фёдор Львович (Теодор-Юлиус) Кноп (Theodor Julius von Knoop; род. 17.08.1848, Москва, ум. 21.03.1931, Берлин). Жена: София, урожд. Ценкер (Sophie Zenker; род. 1858, ум. ?).
    - Баронесса Мария Фёдоровна Кноп (род. ?, ум. 16.06.1932, около Осло, Норвегия). Муж: N Алексеев.

  - Баронесса Адель-Матильда Кноп (Adele Mathilde von Knoop; род. 23.03.1853, Москва, ум. ?). Муж: Иоганн-Георг Вольде (Johann Georg Wolde; род. 18.11.1845, Бремен, ум. ?).
  - Барон Андрей Львович (Андреас-Иоганн) Кноп (Andreas Johann von Knoop; род. 04.05.1855, Москва, ум. 18.12.1927, Танбридж-Уэллс, Кент, Англия). Жена: Луиза-Адель, урожд. Ценкер (Luise Adele Zenker; род. 11.02.1860, Москва, ум. ?).
  - Баронесса Эмилия-Анна Кноп (Emilie Anna von Knoop; род. 11.02.1858, Москва, ум. 06.04.1920, Бремен). Муж: Генрих-Вильгельм Куленкампф (Heinrich Wilhelm Kulenkampff; род. 26.06.1852, Бремен, ум. 24.04.1929, Бремен).

## Описание герба
В чёрном щите золотое зубчатое колесо с восемью спицами. Кайма щита золотая, на ней семь красных кнопок. Над щитом баронская корона, на ней коронованный шлем. Нашлемник — вертикальный зелёный хлопчатник с пятью листьями. Намёт — справа чёрный с золотом, слева красный с золотом. Щитодержатели — два негра с серебряными перевязями на поясницах, держащие: правый — чёрную опрокинутую кирку, левый красную опрокинутую лопату. Герб баронов Кноп внесен в Часть 7 Сборника дипломных гербов Российского Дворянства, невнесенных в Общий Гербовник, стр. 58.